# Nongjia

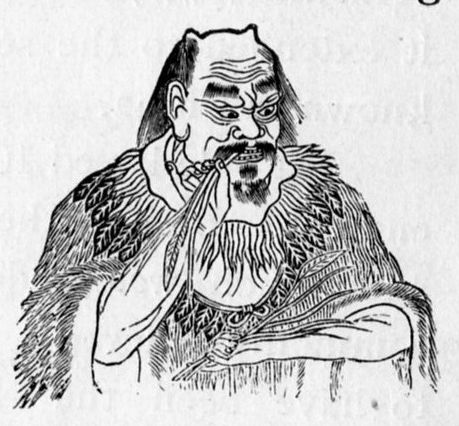
Los agraristas chinos antiguos consideraron a Shennong como el ideal del gobernante.

Nongjia (農家/农家) o escuela de los agraristas, también conocida como agriculturalismo, fue el nombre de una escuela filosófica de la Antigua China, relacionada con el taoísmo, que propugnaba que todos los miembros de la sociedad debían trabajar la tierra, tanto los súbditos como los dirigentes. Sin embargo, los clásicos de la escuela agrarista se han perdido y sólo se conocen por las referencias de otros autores, en especial Mencio. Esta abogaba por el comunalismo y el igualitarismo utópico campesino, y era posiblemente el primer movimiento comunista y socialista del mundo que creía en una sociedad sin clases.
El agronomismo fue suprimido durante la dinastía Qin y la mayoría de los textos originales se han perdido. Sin embargo, los conceptos originalmente asociados con el agronomismo han influido en el confucianismo, el legalismo y la filosofía china en su conjunto. El agronomía ha influido significativamente en el pensamiento chino, y ha sido visto como una esencia de la identidad china.
La idea de que los dirigentes también cultivaran los campos ponía en cuestión uno de los principios del confucianismo: la de que el Estado debía ser dirigido por sabios dedicados exclusivamente a esa función y, por tanto, liberados del trabajo manual. Los dirigentes, según los agraristas, debían compartir el mismo tipo de vida que el conjunto de la población, preparándose incluso ellos mismos sus comidas, a la vez que se dedicaban a las tareas del Estado.
Según el historiador francés Jean Chesnaux, la escuela agrarista china forma parte de la «rica tradición igualitaria y utópica [que] se ha perpetuado a lo largo de la historia clásica china». Algunos autores occidentales han relacionado la utopía de los agraristas chinos con la de los diggers ingleses del siglo XVII.

## Filosofía
La agricultura es principalmente una filosofía social, económica y política. La filosofía se basa en la noción de que la sociedad humana tiene su origen en el desarrollo de la agricultura, y las sociedades se basan en la "prosperidad natural de las personas para la agricultura". Los agricultores describieron el antiguo sistema político, considerado ideal, como aquel en el que "los primeros reyes sabios llevaban a su pueblo a anteponer la agricultura a todos los demás asuntos... la razón por la que Hou Ji se dedicaba a la agricultura era porque consideraba que era la raíz de la instrucción de las masas".

### Política
Para los agricultores, la sociedad ideal, modelada según la de Shennong, es comunal, agraria e igualitaria. El agricultor creía que el gobierno ideal está dirigido por un rey benévolo, que trabaja junto a la gente labrando los campos. El rey agrónomo no es pagado por el gobierno a través de sus tesoros; su sustento se deriva de las ganancias que gana trabajando en los campos y cocinando sus propias comidas, no su liderazgo.

### Económica
A diferencia de los confucianos, los agricultores no creían en la división del trabajo, argumentando que las políticas económicas de un país deben basarse en una autosuficiencia igualitaria. Los agrónomos apoyaron la fijación de precios, en la que todos los productos similares, independientemente de las diferencias de calidad y demanda, se fijan a un precio exactamente idéntico e inalterable. Sugirieron que se debería pagar la misma cantidad por los mismos servicios, una política criticada por los confucianos como alentadora de productos de baja calidad, que "destruye los estándares serios de artesanía".